# Dåliga mänskor
Dåliga mänskor är en roman av Mary Andersson, utgiven på Tidens förlag år 1991.
Romanen kretsar kring de båda tonåringarna Mackie och Lillemor i de av somliga illa sedda fattigkvarteren och barnrikehusen i Malmö under 1940-talets krigsår. De får sitt första arbete på senaps- och ättiksfabriken. Världen ligger öppen för dem; de drömmer om jitterbuggtävlingar och korkskor och håller sina drömmar levande trots en omgivning av våld och misär. Det hela är beskrivet med stor humor och berättarglädje, trots svårigheterna som människorna levde under 1943. 
Berättelsen utgör också underlag till musikalen Dåliga mänskor med urpremiär på Malmö Musikteater 26 november 1999 i regi av Philip Zandén. Musiken skrevs av Mikael Wiehe och manus av Philip Zandén, Jan Mark och Jonas Jarl.
I myllret av personer figurerar också karaktären Putte Hågen, som sedermera blev underlag till ännu en minimusikal med samma titel, uruppförd 2004 av Tommy Juth. 